# EHI Retail Institute
EHI Retail Institute je výzkumný a vzdělávací institut, sídlící v Kolíně nad Rýnem. Do 14. května 2006 se jmenoval EuroHandelsinstitut. Zabývá se aplikovanou vědou.

## Historie
Předchůdci EHI Retail Institute byly RGH (institut racionalizace), založený roku 1951, a ISB (Self-Service institut), založený roku 1957. Tyto dva instituty byly v roce 1989 sloučeny a vznikl Deutsches Handelsinstitut (Německá obchodní organizace). Ten byl v roce 1993 přejmenován na EuroHandelsinstitut. Z důvodu lepší mezinárodní srozumitelnosti byl institut v roce 2006 přejmenován na EHI Retail Institute.

## Činnost
Právní formou institutu je nezisková organizace. Vlastníky jsou maloobchodníci a maloobchodní asociace.
Obchodní aktivity spadají pod EHI-GmbH (společnost s ručením omezeným). Hlavní náplň této dceřiné společnosti tvoří poradenská činnost, semináře, vydavatelská činnost a organizace veletrhů. Dceřiná společnost EHI-Holding GmbH má na starosti veškerou administrativu skupiny EHI-Group a práci s akciemi.
Výsledky činnosti EHI:
- 1964 (66) – EuroShop – smlouva s Fair Duesseldorf
- 1974 – Čárové kódy společně s German Association of Branded Goods Articles v dnešní GS1, dříve „Centrale für Coorganisation/CCG”
- 1996 – OrgaInvent společně s Centrale Marketing Agrarwirtschaft v SRN pro monitorování dobytka a hovězího masa
- 1996 – European Retailers Produce Good Agricultural Practice (EUREPGAP) jako benchmark systém
- 1997 – Retail Technology Forum (dnešní EuroCIS) jako segmentační strategie EuroShopu
- 1999 – Logo záruky „Geprüfte Online-Shop” pro B-2-C byznys
- 2005 – AgriBusinessForum (ABF) na popud Fair Berlin (Mezinárodní zelený týden) jako platforma celého potravinového distribučního řetězce mezi Východem a Západem
- 2005 – European Retail Academy jako mezinárodní akademická síť podporující Boloňský proces – vzdělání v rámci maloobchodního podnikání